# Miss Muerte
Miss Muerte (The Diabolical Dr. Z o Le diabolique docteur Z en les seves versions internacionals) és una pel·lícula de terror i ciència-ficció espanyola, estrenada en 1966, dirigida per Jesús Franco.
Destaca en la filmografia del realitzador, a més de per ser un dels primers exemples de cinema fantàstic espanyol a abordar el tema dels doctors mentalment embogits, per la seva banda sonora, la seva factura tècnica i remetre a les pel·lícules de baix pressupost dirigides per Edgar G. Ulmer, Joseph Lewis o Jacques Tourneur. El propi director va dirigir el 1971 un remake, titulat She Killed in Ecstasy, protagonizado por Soledad Miranda.

## Trama
El Doctor Zimmer és un professor que experimenta i investiga mitjançant l'ús de la cirurgia les claus per a modificar el comportament humà. Després de ser humiliat i rebutjat per tres col·legues de professió, els doctors Kallman, Vicas i Moroni, després de mostrar-los un invent revolucionari, Zimmer mor.
Irma Zimmer, la seva filla i ajudant, embogida pel dolor decideix prosseguir amb els experiments del seu pare embarcant-se en una tortuosa venjança: manipulant la ment i hipnotitzant a una irresistible ballarina de cabaret, Nadia ("Miss Muerte"), castigarà els metges que van deixar morir al seu pare transformant-la en una arma mortal. Un darrere l'altre els tres doctors són assassinats per Nadia, complint la voluntat d'Irma, sense ser conscient dels seus actes.
L'inspector Tanner, encarregat de resoldre els assassinats, descobreix el pla organitzat per la filla del doctor qui mor en un enfrontament final amb el policia. No obstant això queda el dubte de si Nadia ha aconseguit superar el seu estat d'hipnosi.

## Repartiment
- Estella Blain - Nadia / Miss Muerte
- Mabel Karr - Irma Zimmer
- Antonio Jiménez Escribano - Dr. Zimmer
- Howard Vernon - Dr. Vicas
- Fernando Montes - Philippe
- Marcelo Arroita-Jáuregui - Dr. Moroni
- Cris Huerta - Dr. Kallman
- Alberto Bourbón - Policía
- Guy Mairesse - Hans Bergen
- Jesús Franco - Inspector Tanner

## Producció
Després de sofrir diversos ensopecs amb la censura cinematogràfica Jesús Franco va presentar per a la seva avaluació l'escabrós guió d'un projecte titulat Al otro lado del espejo. Per a dur-ho a terme comptava amb el suport del productor Serge Silverman a qui coneixia per haver treballat amb Juan Antonio Bardem. Tanmateix la censura imposava retallades i modificacions a les que Franco, qui ja havia rodat 10 pel·lícules obtenint cert èxit amb algunes com Gritos en la Noche o Rififí en la ciudad, es va oposar i va desestimar el projecte. En el seu lloc va sorgir Miss Muerte com a projecte alternatiu.
| « | "No m'ho prohibien del tot, però imposaven retocs pertot arreu. Així que em vaig plantar i els vaig dir que em negava a introduir aquells canvis. Ells em van dir: "perquè hauràs de transigir", i jo vaig respondre: "No. Per a això no la faig". Em van respondre: "Com que no la fas?", i vaig contestar jo al meu torn: "Com que no la faig. En comptes d'aquesta faré una altra de terror. Com a vosaltres això us sembla una estupidesa i us pixeu de riure quan se us parla de castells misteriosos i gats negres, i aquí sí que no us fiqueu amb res mentre no es vegi ni una teta, perquè faré una altra d'aquestes i ja està". Vaig comentar tot això amb Silverman, va estar d'acord i em vaig anar a París a escriure el guió de Miss Muerte amb Jean-Claude Carrière". | » |
| — Jesús Franco, sobre la producció de Miss Muerte (Jesús Franco Habla, revista DeZine, número 4, 1991) | |   |

El pressupost de la pel·lícula, coproducció hispà-francesa majoritàriament espanyola, va anar d'aproximadament 10 milions de pessetes fins llavors el major de les pel·lícules dirigides per Franco. El rodatge va tenir lloc entre el 3 de maig i 19 de juny de 1965 amb el títol provisional d' El doctor Z y Miss Muerte.
| « | "Es va dur a terme sense cap problema, tret que vaig haver de canviar l'actriu protagonista poc abans de començar. Jo havia pensat en Ana Castor, i ella va acceptar, però després es va negar a aparèixer durant mitja pel·lícula amb la cara cremada, ella volia sortir meravellosa sempre. La va substituir Mabel Karr, i ho va fer molt bé, no puc queixar-me, però com a erotisme subjacent i imatge inquietant sempre em va semblar preferible Ana Castor." | » |
| — Jesús Franco, sobre la producció de Miss Muerte (Jesús Franco habla, revista DeZine, número 4, 1991) | |   |

## Recepció
En línies generals la pel·lícula obté valoracions positives en els portals d'informació cinematogràfica i publicacions especialitzades.
En la crítica de Nacho Villalva en el portal cinemaldito.com la hi qualifica de «sòlida, fosca, amb filtracions romàntiques malaltisses, de fèrria posada en escena i ritme precís i sense alts i baixos, estem davant una cinta que conjuga hàbilment elements de suspens i horror assaonant-los amb detalls estranys i poètics».
Per la seva part Carlos Aguilar en el llibre Jesús Franco (Càtedra, 2011), ressenya que «a penes estrenar-se, Miss Muerte es va convertir per onsevulla en el qual posteriorment es denominaria Cult Movie. (...) exhibint-se allèn davanteres, captant nombrosos cinèfils anticonvencionals, i, per tots els conceptes, implicant un capítol radicalment nou en la indústria fílmica espanyola».
Miss Muerte obté una puntuació de 6,3 sobre 10 en FilmAffinity Espanya amb 203 votacions.
| «                                     | «Va ser un film que semblava prometre que el seu director seguiria en aquesta mateixa línia de correcció però paradoxalment suposa l'última obra important de Jesús Franco ja que a partir de 1967 té només alguns títols merament acceptables dins d'una llarguíssima filmografia en la qual més que res va haver-hi cinema eròtic de mala qualitat.» | » |
| — Crítica de Cromático a FilmAffinity | |   |

Els usuaris d'IMDb atorguen una puntuació de 6,9 sobre 10 basant-se en 720 vots.
| «                               | «Aquesta va ser la meva segona pel·lícula de Jesús Franco, un dels seus primers thriller en blanc i negre, sovint considerada entre les seves millors pel·lícules. Malgrat ser una producció de baix pressupost la pel·lícula, en realitat, es veu bé. Aquest període de Franco sembla haver estat un període interessant: les seves pel·lícules són accessibles i fàcils de gaudir. Així i tot hi ha indicis clars del que estava per venir (...) l'accent es posa en un ús una mica inquietant de la violència però també en la seducció de la sexualitat (femenina).» | » |
| — Crítica de Mario Gauzi a IMDB | |   |

A RottenTomatoes la pel·lícula obté una qualificació de "fresc" per al 71% dels usuaris, obtenint una puntuació de 3,6 sobre 5 (amb 382 vots).
| «                                             | «Aquesta va ser la primera pel·lícula de Franco que vaig veure i haig de dir que em va impressionar. M'encantaria saber com Miss Muerte es veuria en color però, probablement, hauria matat les qualitats atmosfèriques de la pel·lícula. La seqüència de Miss Muerte va ser genial (i estranyament calenta) com també ho va ser la lluita en el passadís cap al final. Aquesta va ser una sorpresa molt agradable i un visionat molt divertit.» | » |
| — Crítica de Michael Gildea en RottenTomatoes | |   |